# Bahnhof Potsdam Griebnitzsee
Der Bahnhof Potsdam Griebnitzsee ist ein Regional- und S-Bahnhof an der Bahnstrecke Berlin–Magdeburg und der Wannseebahn. Er liegt im äußersten Osten von Potsdam-Babelsberg, nordöstlich der Medienstadt Babelsberg und südlich des Griebnitzsees. Während der deutschen Teilung diente er als Grenzbahnhof für den Transitverkehr nach West-Berlin. Der Bahnhof wird heute von der S-Bahn-Linie S7 und den Regionalbahnen RB 20, RB 22 und RB 23 angefahren.
Ein historisches Gleichrichterwerk östlich des Empfangsgebäudes beherbergte bis 2016 das Berliner S-Bahn-Museum. Im direkten Umfeld finden sich ein Standort der Universität Potsdam sowie das Hasso-Plattner-Institut.

## Geschichte

### Bis 1949

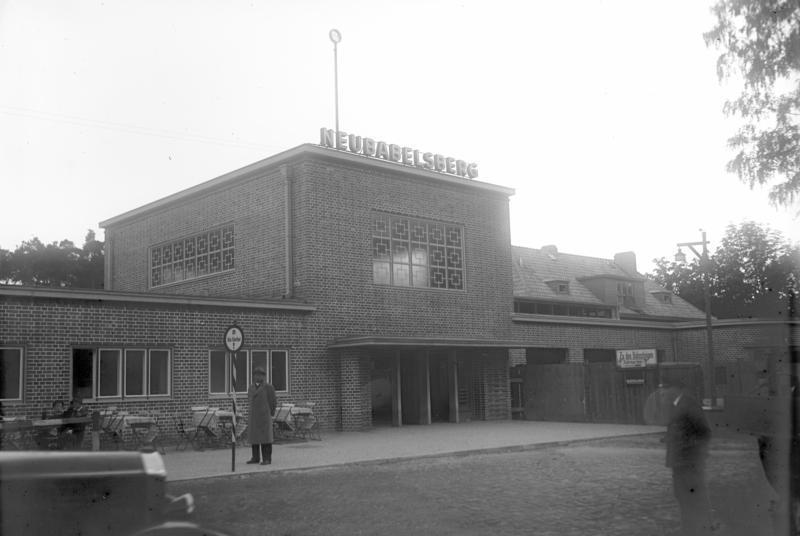
Der Bahnhof 1931

Der Bahnhof wurde 1874 an der Berlin-Potsdamer Eisenbahn für die Erschließung der Villensiedlung Neubabelsberg errichtet; daher stammt seine ursprüngliche Bezeichnung Neubabelsberg. Er ging am 1. Juni des gleichen Jahres in Betrieb.
Als erstes Empfangsgebäude diente ein wieder aufgebauter Holzpavillon von Kyllmann & Heyden, der im Vorjahr auf der Wiener Weltausstellung als Deutsches Haus errichtet wurde. Das bis heute erhaltene Empfangsgebäude wurde 1931 von Günter Lüttich entworfen. Am 1. April 1938 wurde der Bahnhof aufgrund der Nähe zu dem immer größer werdenden Filmgelände der Ufa in Babelsberg-Ufastadt umbenannt.
Zum Ende des Zweiten Weltkriegs wurde die Teltowkanalbrücke bei Kohlhasenbrück gesprengt, in der Folge ruhte der S-Bahnverkehr zwischen Zehlendorf und Babelsberg-Ufastadt von April 1945 bis zum 15. Juni 1948.

### Grenzbahnhof

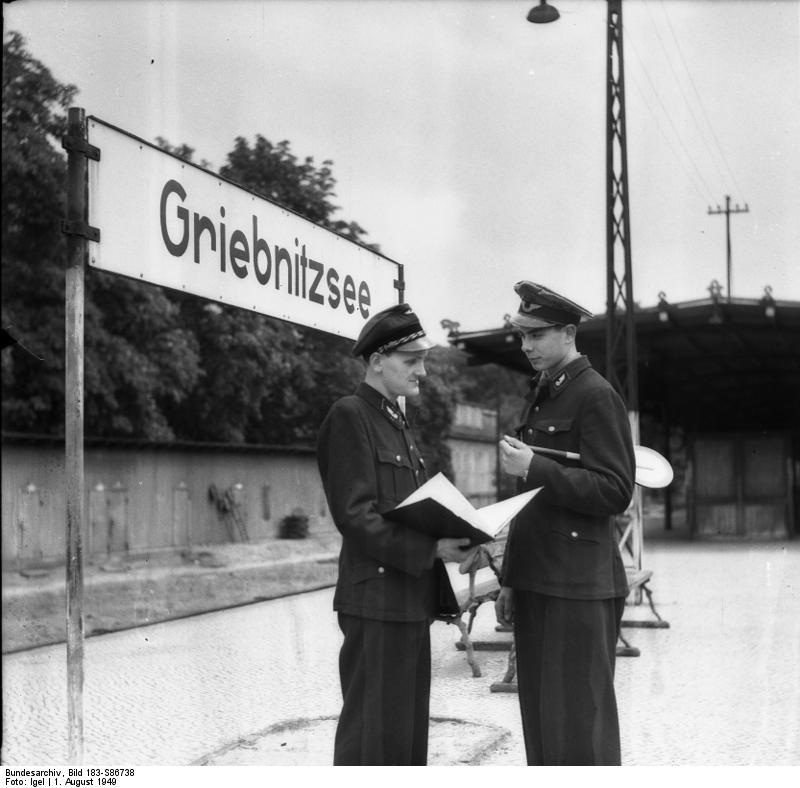
Bahnhof Griebnitzsee 1949 als FDJ-Jugendobjekt

Eine weitere Umbenennung erfolgte 1949 in Griebnitzsee. Ab 1952 war Griebnitzsee Kontrollbahnhof. Von 1961 bis 1989 war der Bahnhof für den Nahverkehr gesperrt und bis 1990 Grenzbahnhof und Grenzübergangsstelle (GÜSt, Personenverkehr) der DDR. Der Ein- und Ausstieg im Bahnhof Griebnitzsee war im Transitverkehr durch die DDR von und nach West-Berlin nicht erlaubt.
- Interzonenverkehr zwischen West- und Ostdeutschland über die Berliner Stadtbahn. Später wurden Interzonenzüge über den Berliner Außenring geleitet (u. a. die Zugpaare Aachen – Potsdam – Görlitz und München – Leipzig – Potsdam – Rostock), der Übergang diente damit ausschließlich dem Transitverkehr zwischen West-Berlin (Berlin-Wannsee, Zoologischer Garten, Friedrichstraße) und Westdeutschland von/nach
  - Schwanheide / Büchen (Hamburg, Norddeutschland) bis 1976
  - Marienborn / Helmstedt (Hannover, Westdeutschland)
  - Gerstungen / Bebra (Hessen, Frankfurt am Main, Saarbrücken)
  - Probstzella / Ludwigsstadt (Süddeutschland, Nürnberg, München, Stuttgart)
  - Gutenfürst / Hof (Regensburg, München) ab Oktober 1972

- Internationaler Verkehr z. B. von Paris nach Warschau (zwischen Helmstedt und Berlin als Transitzug).

Bis 13. August 1961 (Mauerbau, S-Bahn) und ab 1990 (Nahverkehr) gab es einen
- Wechselverkehr zwischen West-Berlin und der DDR. Ab 1952 war die Fahrt über die Grenze nur mit Genehmigung erlaubt und für West-Berliner verboten. Von 1953 bis 1958 (Fertigstellung Außenring) gab es „Durchläuferzüge“ zwischen Potsdam und Ostberlin, die West-Berlin ohne Halt passierten.

Da der Bahnhof nahe der Grenze zu West-Berlin lag, war er stark gesichert und bewacht. Dazu gehörte auch die Kontrolle der Zulaufstrecken, um eine Flucht aus der DDR zu unterbinden. Auf dem Bahnhof patrouillierten zusätzlich uniformierte Kräfte mit Wachhunden, die auch das Laufwerk und die Zugunterseite nach versteckten Personen untersuchten. Anfangs wurden die Kontrollen im haltenden Zug durchgeführt. Später stiegen die Grenzpolizisten (DDR-Bezeichnung: Kontrollorgane) nur zu (Richtung Westdeutschland) bzw. wieder aus (Richtung Berlin) und führten die Kontrollen im fahrenden Zug durch (Transitzüge ab 1972).
Am 18. April 1962 kam es bei dem Versuch zweier NVA-Offiziersschüler, die DDR über das Bahnhofsgelände zu verlassen, zu einer Schießerei, wobei der Flüchtling Peter Böhme und Jörgen Schmidtchen als Angehöriger der DDR-Grenztruppen ihr Leben ließen.
Am 29. Oktober 1962 überfuhr der aus Berlin (West) kommende Schnellzug D 164 Berlin–Hamburg das Halt zeigende Einfahrsignal und kollidierte mit einem im Bahnhof stehenden Bauzug. Dabei wurden 2 Reisende schwer und 19 weitere leicht verletzt.

### Nach 1990

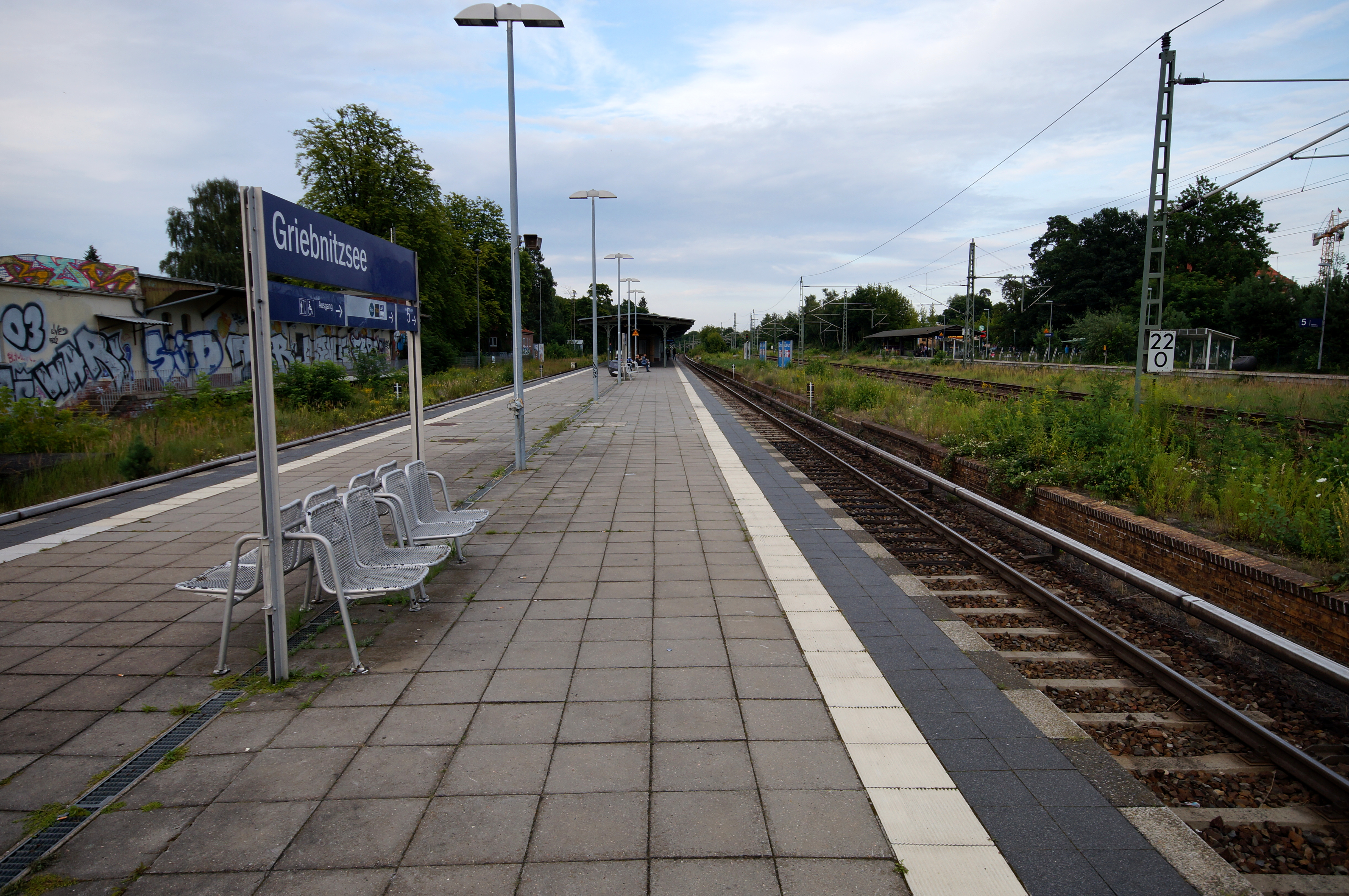
Die Bahnsteige des Bahnhofs Griebnitzsee

Seit 1990 ist der Bahnhof wieder für die Allgemeinheit zugänglich. Mit Aufnahme des S-Bahnverkehrs zwischen Wannsee und Potsdam am 1. April 1992 ging auch der S-Bahnsteig in Betrieb. Ein neues Bahnsteigdach sowie ein zweiter Zugang wurden errichtet. Im Jahr 2000 wurde die Bahnhofshalle für rund 4,5 Millionen Mark saniert.
Heute wird der Bahnhof besonders von Studenten frequentiert. In unmittelbarer Nähe zum Bahnhof befindet sich der Campus Babelsberg der Universität Potsdam. Das Hasso-Plattner-Institut, die Juristische sowie die Wirtschafts- und Sozialwissenschaftliche Fakultät und die Filmuniversität Babelsberg in der Medienstadt Babelsberg sind der Grund dafür, dass hier täglich viele Studenten aus den und in die S-Bahn-Züge strömen. Die Regionalbahnlinien RB 20, RB 22 und RB 23 fungieren zudem als Pendelzüge für Studenten zu den zwei weiteren Standorten der Universität Potsdam in Golm und am Neuen Palais (über den Bahnhof Potsdam Park Sanssouci).
Betrieblich stark einschränkend war, dass für den Regionalverkehr nur ein Seitenbahnsteig an der zweigleisigen Strecke zur Verfügung stand. Dies führte dazu, dass Züge von Berlin in Fahrtrichtung Potsdam nicht am Bahnhof Griebnitzsee halten konnten. Ein zweiter Regionalbahnsteig sollte ursprünglich bereits 2013 errichtet werden, dies verzögerte sich aber wiederholt. Schließlich ging der Bahnsteig zum Fahrplanwechsel im Dezember 2016 in Betrieb. Rund drei Millionen Euro wurden für den 140 Meter langen Bahnsteig und einen Aufzug investiert.
Das Empfangsgebäude steht als S-Bahnhof Griebnitzsee auf der Denkmalliste der Stadt Potsdam. Eine Besonderheit des Bahnhofs ist, dass das Empfangsgebäude ein Nistplatz für eine Schwalbenkolonie ist. Da die Population von Rauchschwalben in Deutschland schrumpft, unterstützt die Deutsche Bahn die Nutzung des Empfangsgebäudes als Schwalbenkolonie.

## Anbindung
| Linie                     | Linienverlauf | Takt (min) | EVU              |
| ------------------------- | --- | ---------- | ---------------- |
| RB 20                     | Potsdam Griebnitzsee – Potsdam Hbf – Golm – Hennigsdorf (b Berlin) – Birkenwerder – Oranienburg | 60 (Mo–Fr) | DB Regio Nordost |
| RB 22                     | Potsdam Griebnitzsee – Potsdam Hbf – Golm – Potsdam Pirschheide – Saarmund – Flughafen BER – Königs Wusterhausen | 60 (Mo–Fr) | DB Regio Nordost |
| RB 23                     | Golm – Potsdam Hbf – Potsdam Griebnitzsee – Berlin-Charlottenburg – Berliner Stadtbahn – Ostkreuz – Flughafen BER | 60 (Mo–Fr) | DB Regio Nordost |
|                           | Potsdam Hauptbahnhof – Babelsberg – Griebnitzsee – Wannsee – Nikolassee – Grunewald – Westkreuz – Charlottenburg – Savignyplatz – Zoologischer Garten – Tiergarten – Bellevue – Hauptbahnhof – Friedrichstraße – Hackescher Markt – Alexanderplatz – Jannowitzbrücke – Ostbahnhof – Warschauer Straße – Ostkreuz – Nöldnerplatz – Lichtenberg – Friedrichsfelde Ost – Springpfuhl – Poelchaustraße – Marzahn – Raoul-Wallenberg-Straße – Mehrower Allee – Ahrensfelde | 10         | S-Bahn Berlin    |
| Stand: 15. Dezemberl 2024 | |            |                  |

Die Züge der RB 20 und RB 22 verkehren gemeinsam zwischen Griebnitzsee und Golm, wo sie getrennt bzw. vereinigt werden.